# Pausânias de Esparta
Pausânias, (ca. 450 a.C. — 385 a.C.) foi rei da cidade-Estado grega de Esparta de 445 a.C. até 427 a.C. e depois novamente de 409 a.C. até 395 a.C., pertencendo à Dinastia Ágida. Ele era filho do rei Plistóanex e neto do general Pausânias (que liderou os espartanos na Batalha de Plateias). Terminou seus dias no exílio.
Foi durante seu reinado, com Ágis II como rei euripôntida e Lisandro como almirante, que os espartanos derrotaram Atenas na Guerra do Peloponeso. Apesar disso, foi o principal nome de oposição à política imperialista de Lisandro.

## Vida
Assumiu o trono pela primeira vez após seu pai, Plistóanex ser exilado por ter feito um acordo de paz julgado como desonrroso à Esparta. Na época era muito jovem para governar, tendo assumido o cargo de fato posteriormente até o retorno de seu pai em 427 a.C. Retomou o cargo após a morte de Plistóanex em 409 a.C. e seguiu uma política relativamente conciliatória para com a derrotada Atenas Antiga, entrando em choque com Lisandro, o almirante responsável pela vitória espartana na Guerra do Peloponeso. Lisandro desajava uma política imperialista no Mar Egeu, o que desagradava Pausânias que preferia um retorno à tradicional política isolacionista da cidade.
Nesse contexto, há especulações de que Pausânias operou pelo retorno da democracia ateniense a fim de enfraquecer Lisandro, já que o governo por ele instaurado em Atenas cairia. Quando os atenienses atacaram os Trinta Tiranos, Lisandro resolveu retomar Atenas,  mas os reis de Esparta, supostamente invejosos de Lisandro pois ele iria capturar Atenas duas vezes, resolveram que um deles iria; o escolhido foi Pausânias, que dissuadiu os atenienses de se revoltarem. Logo em seguida, os atenienses se revoltaram de novo, e Pausânias foi censurado, enquanto Lisandro foi louvado em Esparta. Por conta desse evento, Ágis II chegou a acusar Pausânias formalmente de traição, mas ele escapou da condenação por pouco.
Já em 395 a.C., eclodia a Guerra de Corinto. Lisandro foi morto em confronto contra Tebas (Grécia) numa batalha na qual Pausanias deveria ter se apresentado com reforços, mas se atrasou demasiado. Tal episódio fez com que Pausânias novamente fosse a julgamento, sendo dessa vez condenado. Exilou-se para escapar da punição, morrendo dez anos depois em Tégea.
Árvore genealógica baseada na Descrição da Grécia, de Pausânias: